# Ia Lang
Ia Lang là một xã thuộc huyện Đức Cơ, tỉnh Gia Lai, Việt Nam.

## Địa lý
Xã Ia Lang có vị trí địa lý:
- Phía đông giáp và phía nam huyện Chư Prông
- Phía tây giáp xã Ia Kriêng
- Phía bắc giáp xã Ia Din.

Xã Ia Lang có diện tích 49,95 km², dân số năm 1999 là 1.979 người, mật độ dân số đạt 40 người/km².

## Hành chính
Xã Ia Lang được chia thành 5 làng: Le 1, Le 2, Gào, Klũh Yẽh, Phang.

## Lịch sử
Xã Ia Lang hình thành ngay sau giải phóng, trên cơ sở xã E3 của huyện 5 trong kháng chiến chống Mỹ. 
Ngày 20 tháng 4 năm 1978, Bộ trưởng Phủ Thủ tướng ban hành Quyết định số 71-BT về việc thành lập xã Ia Krông (Ia Kriêng) trên cơ sở một phần diện tích và dân số của xã Ia Lang.
Ngày 15 tháng 10 năm 1991, Hội đồng Bộ trưởng ban hành Quyết định số 315-HĐBT về việc chuyển xã Ia Lang thuộc huyện Chư Prông về huyện Đức Cơ mới thành lập quản lý.
Ngày 26 tháng 12 năm 1991, Bộ trưởng – Trưởng Ban Tổ chức – Cán bộ Chính phủ ban hành Quyết định số 691/TCCP về việc thành lập xã Ia Din trên cơ sở 1.450 ha diện tích tự nhiên và 1.326 nhân khẩu.
Sau khi phân vạch điều chỉnh địa giới hành chính, xã Ia Lang còn 5.400 ha diện tích tự nhiên và 1.461 nhân khẩu.